# ФК Пелистер
ФК Пелистер е футболен клуб от град Битоля, Северна Македония. Играе домакинските си срещи на стадион Тумбе Кафе. Носи името на най-високия връх на планината Баба.

## История
ФК Пелистер е създаден през 1945 г. През 1946 г. печели регионалната титла на Битоля и същата година се слива с „ФК Работник“. Клубът отново печели регионалната титла през 1950 г. и 1951 г. През това време най-добрите му играчи са: Георгиевски, Димитровски, Петровски, Наумовски, Лазаревски, Секерджиевски, Аврамовски, Несторов и Ефтимовски.
Отборът играе предимно в долните дивизии на бившата СФР Югославия, като е шампион на македонската републиканска лига четири пъти, и е печелил Купата на македонската република четири пъти през 1959 г., 1962 г., 1985 г. и 1991 г. Пелистер печели промоция за югославската Втора лига група Изток, която включва клубове от Сърбия, Черна гора и Социалистическа Република Македония за първи път през 1974 г., което е голям успех за това поколение. Някои от най-известните играчи тогава са: Гърбевски, Дуковски, Цветковски, Тасков, Богоевски, Гочевски, Ристевски, Тристовски, Мицковски, Димовски, Марковски, Упалевски и треньорът Ставре Ефтимовски. Най-големият успех е в турнира за югославската купа 1990/91, когато Пелистер стига до 1/8 финал, където отпада от бъдещите шампиони Хайдук Сплит. Пелистер завършва последния си сезон в югославската лига на 15-о място през 1991/92.
След образуването на Първа македонска футболна лига, Пелистер завършва в Топ 5. Клубът става съперник с Вардар Скопие, което дава начало на Вечното дерби на Македония. През 2000 г., Пелистер става първият отбор от независима Република Македония, който достига до третата фаза на европейските турнири. През 2001 г. печели купата на Македония. През 2003 г. отборът попада в трудни времена, предизвикани от финансови проблеми и изпада. Няколко години по-късно, бившите играчи Митко Стойковски и Тони Мицевски спасяват клуба от колапс. След поемането им на клуба, те постигат незабавен успех със спечелване на титлата през сезон 2005/06 на Втора лига. На следващата година Пелистер успешно се завръща в Първа лига и стига до полуфинал за македонската купа 2006/07. През сезон 2007/08, завършва на 3-то място. За пореден път играе в турнира за Купата на УЕФА, където претърпява загуба 0:1 общ резултат от ФК АПОЕЛ. Следват нови финансови затруднения и лоши резултати, и отново изпадане във втора дивизия през сезон 2011/12. Този път обаче, разчитайки предимно на млади играчи от Битоля и водени от капитана Драган Димитровски, Пелистер се завръща само след година в елитната дивизия, но след сезон 2014/15, клубът отново изпада.
Клубът се съсредоточава силно върху младите играчи от региона на Битоля и развива таланта им. Пелистер е известен като люпилня на млади и талантливи играчи, които впоследствие имат успех в различни клубове в Македония и чужбина.

## Отличия
Македонска републиканска футболна лига:
- Победител (7): 1950, 1951, 1957, 1960, 1961, 1975, 1982

 Втора лига:
- Победител (2): 2005/06, 2011/12

 Македонска републиканска купа:
- Носител (4): 1959, 1962, 1985, 1991

 Купа на Македония:
- Носител (1): 2001

## Участия в ЕКТ
| Сезон   | Турнир        | Кръг       | Отбор           | Домакин | Гост | Общо |  |
| ------- | ------------- | ---------- | --------------- | ------- | ---- | ---- |  |
| 2000    | Интертото Къп | 1 кръг     | Хобшайд         | 3:1     | 1:0  | 4:1  |  |
| 2000    | Интертото Къп | 2 кръг     | Вестра Фрелунда | 3:1     | 0:0  | 3:1  |  |
| 2000    | Интертото Къп | 3 кръг     | Селта Виго      | 1:2     | 0:3  | 1:5  |  |
| 2001/02 | Купа на УЕФА  | Кв. кръг   | Санкт Гален     | 0:2     | 3:2  | 3:4  |  |
| 2008/09 | Купа на УЕФА  | 1 кв. кръг | АПОЕЛ           | 0:0     | 0:1  | 0:1  |  |

## Привърженици
„Čkembari“ (македонски: Чкембари) са ултрас група, която подкрепя македонските спортни клубове от Битоля, състезаващи се под шапката на Пелистер, главно ФК Пелистер във футбола и РК Пелистер в хандбала. Групата е основана през 1985 г., когато една колона от 15 автобуса пътуват в подкрепа на РК Пелистер, който играе срещу Партизан Беловар в мач от плейофите за изпадане. По това време използват имената БМЧМ – Битолчани, Мотоциклетисти, Чкембари, Македонци, а по-късно съкратено до просто Чкембари. Скоро след това, са създадени първите зелени и бели знамена с надписи: „Hell Boys“ и „Green Conquerors“, като започват организирана подкрепа за Пелистер във всеки мач.

## Съперничества
Основният съперник на клуба е ФК Вардар от Скопие, а мачовете по между им се наричат Вечното дерби на Македония. Други значителни съперници са ФК Победа (дерби на Пелагония), ФК Работнички (едно от съперничеството Скопие-Битоля), и клубовете с албански произход (главно Шкендия Тетово, Слога Югомагнат и ФК Ренова).

## Известни футболисти
Известни футболисти, състезавали се за Пелистер са: Саша Чирич, Георги Христов, Благоя Китановски, Тони Мицевски, Драган Канатларовски, Николче Новески.

## Български футболисти
- Димитър Воденичаров: 2013/14 - (21 мача - 10 гола)
- Любомир Любенов: 2013/14 - (14 мача - 4 гола)
- Николай Христов: 2013/14 - (26 мача - 0 гола)
- Мартин Ковачев: 2013/14 - (21 мача - 3 гола), 2016/17 - (35 мача - 3 гола)
- Милен Василев: 2016 - (11 мача - 0 гола)
- Димитър Илиев: 2017 - (15 мача - 0 гола)